# 宇宙標度因子
在物理宇宙學裏，宇宙標度因子（cosmological scale factor）是弗里德曼方程式的一個參數，是表現宇宙相對膨脹的時間函數。宇宙標度因子又稱為罗伯逊－沃尔克標度因子，在這篇文章內，簡稱為「標度因子」。在膨脹或收縮中的罗伯逊-沃尔克宇宙裏，設定跟著哈伯流體移動的兩個物體，則對於兩個物體（例如，兩個星系）之間的原距（proper distance），可以用則標度因子來給出這固有距離隨著時間演進而發生的變化，以方程式定義，
{\displaystyle d(t)\ {\stackrel {def}{=}}\ a(t)d_{0}} ；
其中，{\displaystyle d_{0}} 、{\displaystyle d(t)} 分別是在參考時間 {\displaystyle t_{0}} 、時間 {\displaystyle t} 的固有距離，{\displaystyle a(t)} 是在時間 {\displaystyle t} 的標度因子。
設定 {\displaystyle t_{0}} 為現今時期，那麼，按照定義，{\displaystyle a(t_{0})=1} 。更常見的用法是設定 {\displaystyle t_{0}} 為宇宙的年齡： {\displaystyle 13.75\pm 0.17\,\mathrm {Gyr} } ，在設定 {\displaystyle a(t_{0})=1} ，而大霹靂的時間是 {\displaystyle t=0} ，那麼，時間 {\displaystyle t} 是從宇宙誕生那一刻開始計算。
標度因子的演化是個動態問題，是由廣義相對論的方程式決定。對於局域各向同性、局域均勻的宇宙，是以弗里德曼方程式來表現。
哈伯參數 {\displaystyle H} 定義為
{\displaystyle H\ {\stackrel {def}{=}}\ {\frac {{\dot {a}}(t)}{a(t)}}} 。
從標度因子的定義式，可以得到哈伯定律。
{\displaystyle {\dot {d}}(t)={\frac {d(t){\dot {a}}(t)}{a(t)}}=Hd(t)} 。
最新的天文觀測結果支持宇宙加速膨脹，這意味著標度因子的二次導數 {\displaystyle {\ddot {a}}(t)} 是正值，也就是說，一次導數 {\displaystyle {\dot {a}}(t)} 隨著時間演進而增加。 這也意味著每一個星系與地球漸行漸遠的速度會隨著時間演進而增加，即星系的 {\displaystyle {\dot {d}}(t)} 會隨著時間演進而增加。
根據宇宙擴充模型使用的罗伯逊－沃尔克度规，假若在現時，觀察者收到一束紅移為 {\displaystyle z} 的光波，則在光波發射時，標度因子為
{\displaystyle a(t)={\frac {1}{1+z}}} 。

## 參閱
- 宇宙學原理
- ΛCDM模型

## 外部連結
- 洛杉磯加州大學天文學網頁：Relation of the scale factor with the cosmological constant and the Hubble constant（页面存档备份，存于）。